# 威爾特郡
威爾特郡（英語：Wiltshire），英國英格蘭西南區域的名譽郡和單一管理區。以人口計算，索爾茲伯里是第1大（亦是唯一一個）城市；斯温登是第1大鎮、特羅布里奇是第2大鎮（亦是郡治），奇彭纳姆是第3大鎮。
2009年4月之前，威爾特郡是34個非都市郡之一，實際管轄4個非都市區，佔地3,255平方公里（第13），有448,700人口（第30）；如看待成48個名譽郡之一，它名義上包含多1個單一管理區─斯溫登，佔地增至3,485平方公里（第34），人口增至635,300（第14）。
2009年4月，威爾特郡廢郡，改制為2個單一管理區。

## 地方沿革
《1888年地方政府法案》、《1972年地方政府法案》分別在1888年4月1日、1972年4月1日生效，是英格蘭在19、20世紀最重要的地方沿革方案，但對威爾特郡沒有重大影響。

## 經濟
以下經濟數據來源是英國國家統計辦工室
| 年   | 地區生產總值 | 農業 | 工業  | 服務  |
| ---- | ------------ | ---- | ----- | ----- |
| 1995 | 4,354        | 217  | 1,393 | 2,743 |
| 2000 | 5,362        | 148  | 1,566 | 3,647 |
| 2003 | 6,463        | 164  | 1,548 | 4,751 |

## 行政區劃

### 1972-2009

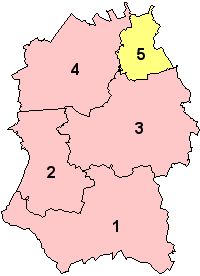
1. 索里茲伯里
2. 威爾特郡西
3. 肯尼特
4. 威爾特郡北
5. 斯溫登（單一管理區）

威爾特郡是非都市郡，實際管轄4個非都市區：索里茲伯里（Salisbury）、威爾特郡西（West Wiltshire）、肯尼特（Kennet）、威爾特郡北（North Wiltshire）；如看待成名譽郡，它名義上包含多1個單一管理區：斯温登（Swindon）。

### 2009-
2009年4月1日，英格蘭地方政府結構變化正式實施，7個英格蘭的郡改革行政區劃，產生9個新的單一管理區。威爾特由非都市郡改制為單一管理區。

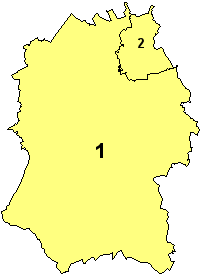
1. 威爾特（單一管理區）
2. 斯溫登（單一管理區）

## 地方
威爾特郡有1個城市─索爾茲伯里和21個鎮。下表列出22個地方的人口：
| 地方（中譯）       | 地方（英文）     | 所屬的區   | 人口    |
| ------------------ | ---------------- | ---------- | ------- |
| 埃姆斯伯里         | Amesbury         | 索爾茲伯里 | 8,907   |
| 雅芳河畔布拉德福德 | Bradford on Avon | 威爾特郡西 | 9,326   |
| 卡恩               | Calne            | 威爾特郡北 | 13,606  |
| 奇彭納姆           | Chippenham       | 威爾特郡北 | 28,065  |
| 科舍姆             | Corsham          | 威爾特郡北 | 12,000  |
| 克里克萊德         | Cricklade        | 威爾特郡北 | 4,132   |
| 迪韋齊斯           | Devizes          | 肯尼特     | 11,296  |
| 海沃思             | Highworth        | 斯温登     | 7,996   |
| 拉德格舍爾         | Ludgershall      | 肯尼特     | 3,775   |
| 馬姆斯伯里         | Malmesbury       | 威爾特郡北 | 4,631   |
| 马尔伯勒           | Marlborough      | 肯尼特     | 8,009   |
| 梅爾克舍姆         | Melksham         | 威爾特郡西 | 21,000  |
| 梅爾               | Mere             | 索爾茲伯里 |         |
| 索爾茲伯里         | Salisbury        | 索爾茲伯里 | 45,000  |
| 斯温登             | Swindon          | 斯温登     | 155,432 |
| 蒂德沃思           | Tidworth         | 肯尼特     | 9,500   |
| 蒂斯伯里           | Tisbury          | 索爾茲伯里 | 2,000   |
| 特羅布里奇         | Trowbridge       | 威爾特郡西 | 28,163  |
| 沃明斯特           | Warminster       | 威爾特郡西 | 17,377  |
| 威斯伯雷           | Westbury         | 威爾特郡西 | 11,135  |
| 威爾頓             | Wilton           | 索爾茲伯里 | 17,377  |
| 伍頓巴西特         | Wootton Bassett  | 威爾特郡北 | 11,043  |

## 地理
下圖顯示英格蘭48個名譽郡的分佈情況。威爾特郡位於西南英格蘭，東北與牛津郡相鄰，東與伯克郡相鄰，東南與衡州郡相鄰，西南與多實郡相鄰，西與森麻實郡相鄰，西北與格洛斯特郡相鄰。

## 名人
- 傑瑞米·柯賓，英國著名政客、國會議員、工黨黨魁。

威爾特郡 - Wiltshire
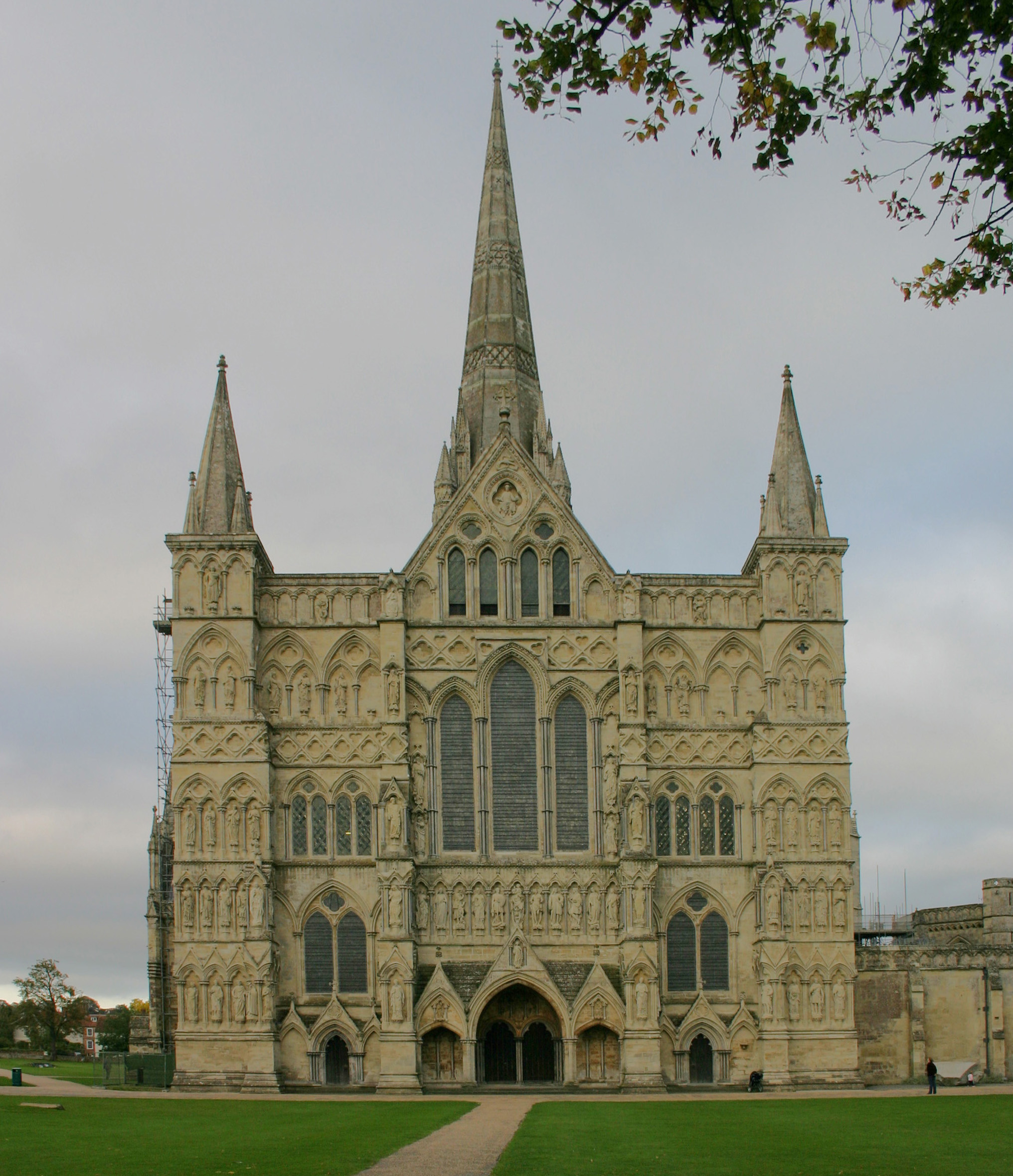
Salisbury
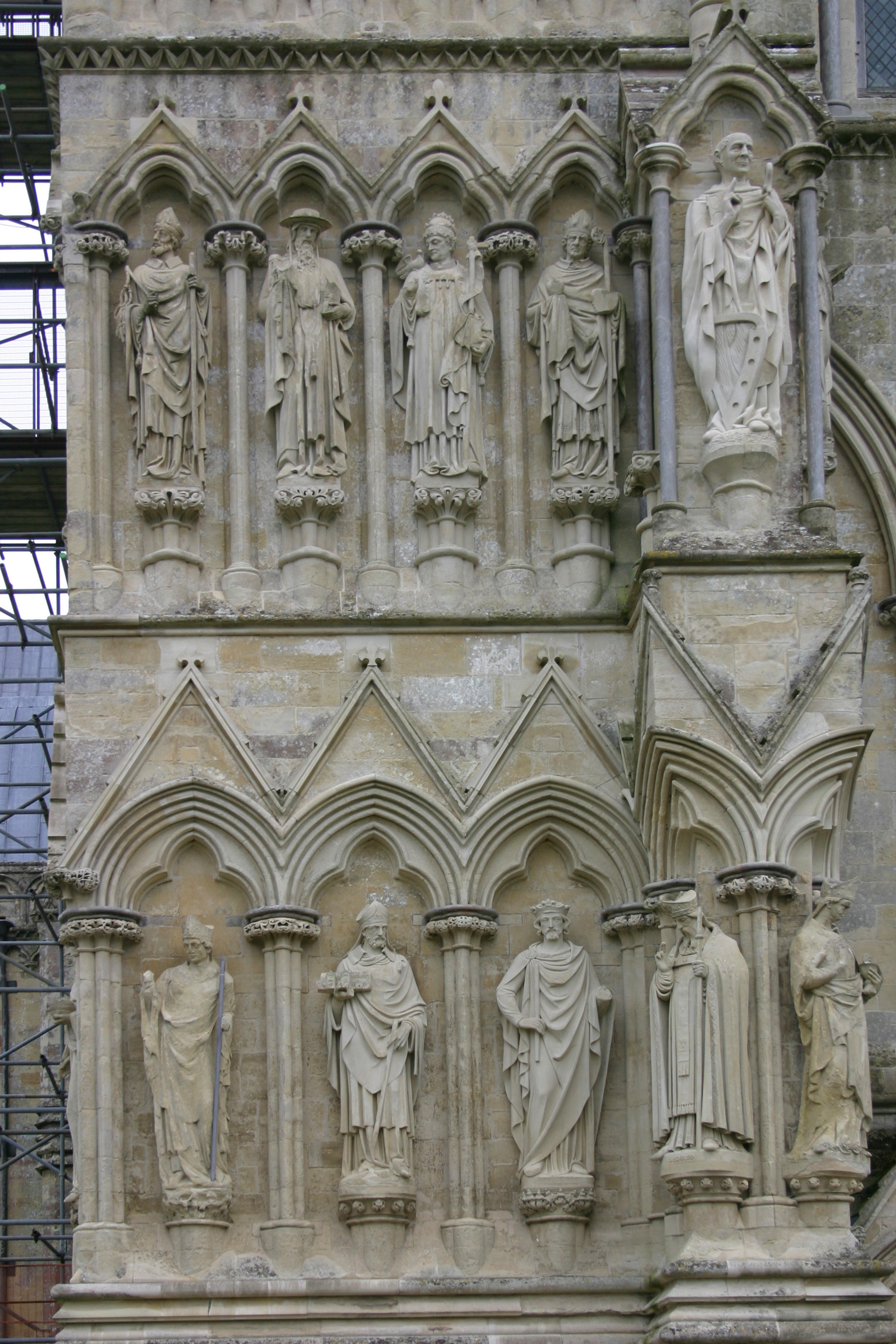
Salisbury
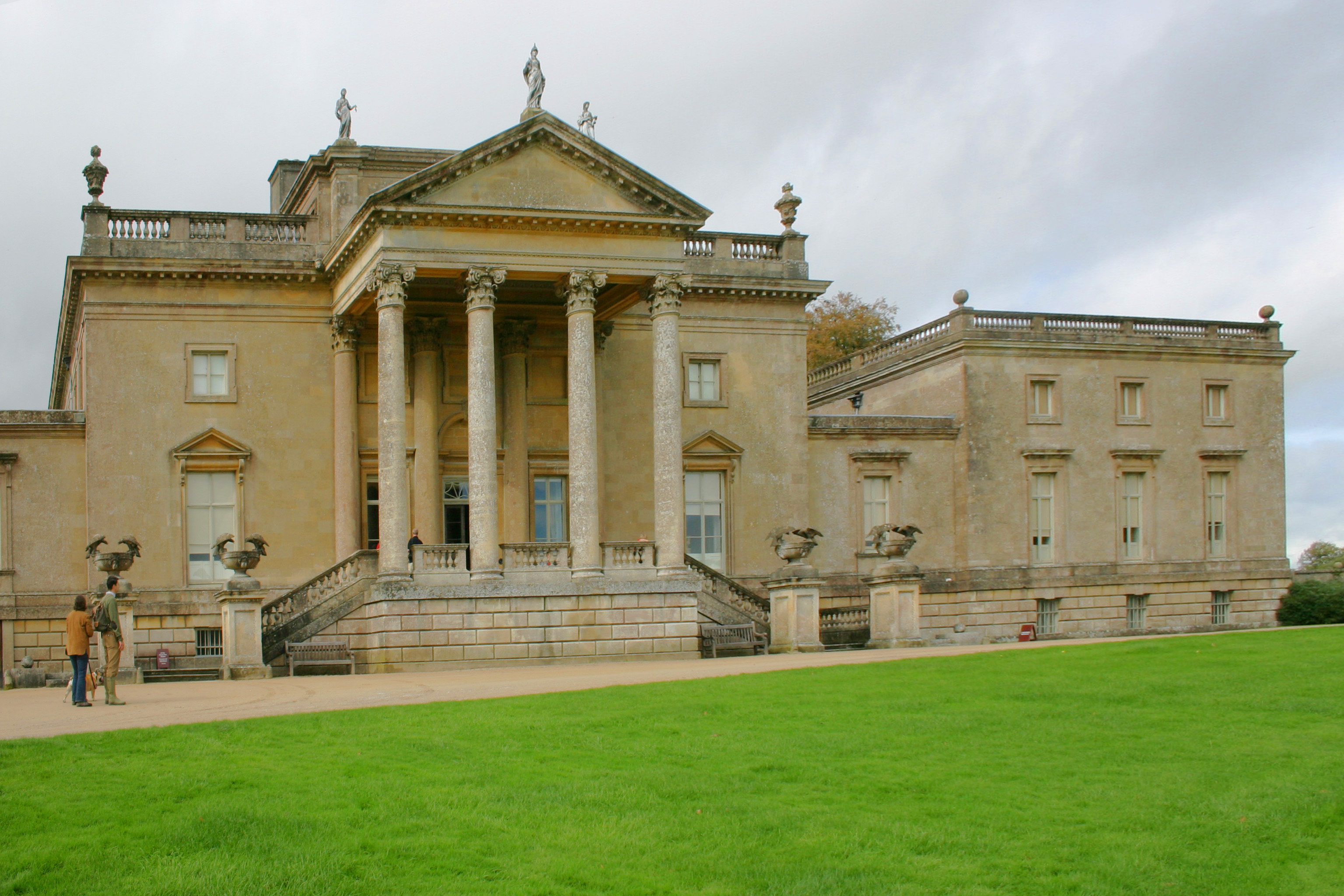
Stourhead
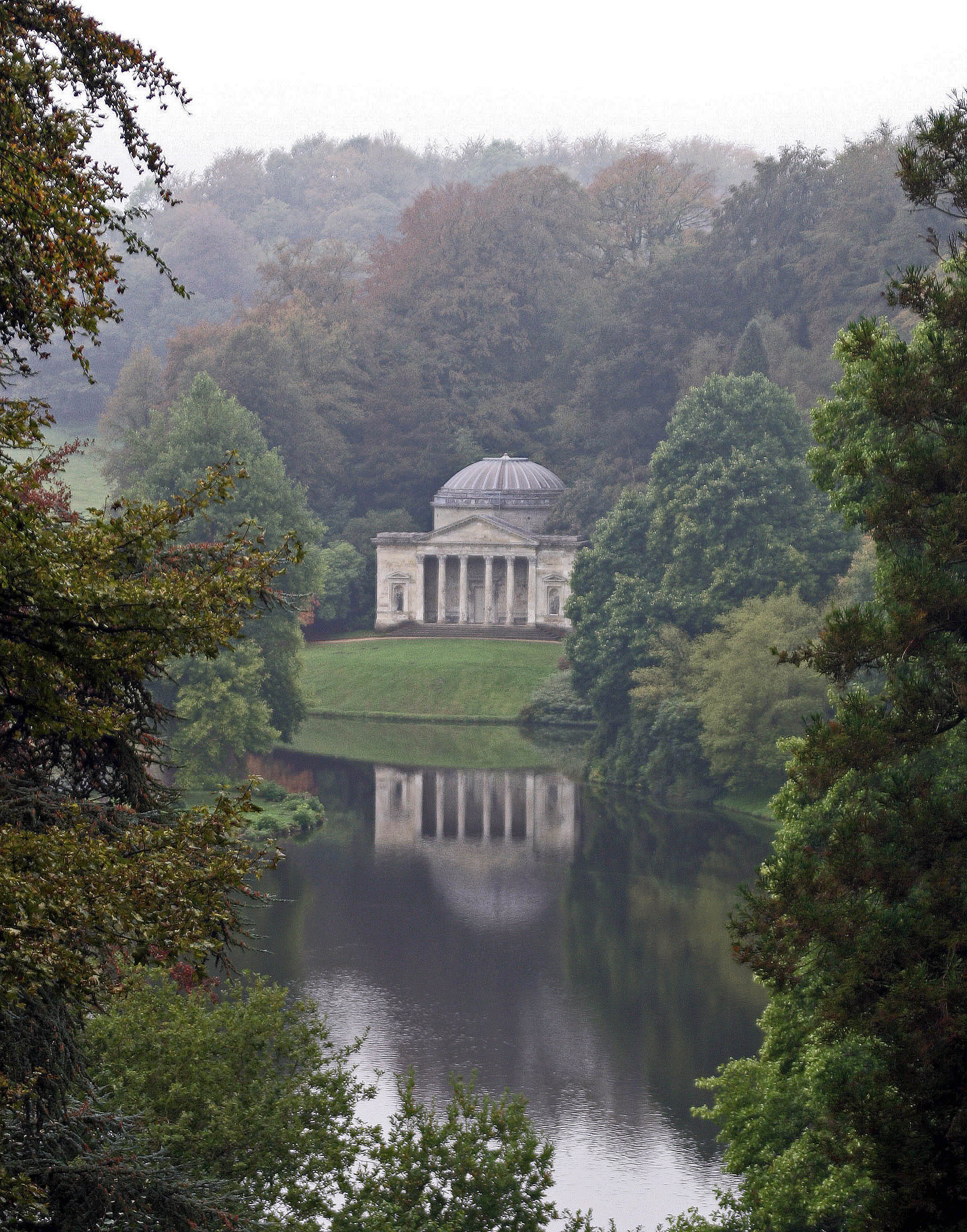
Stourhead
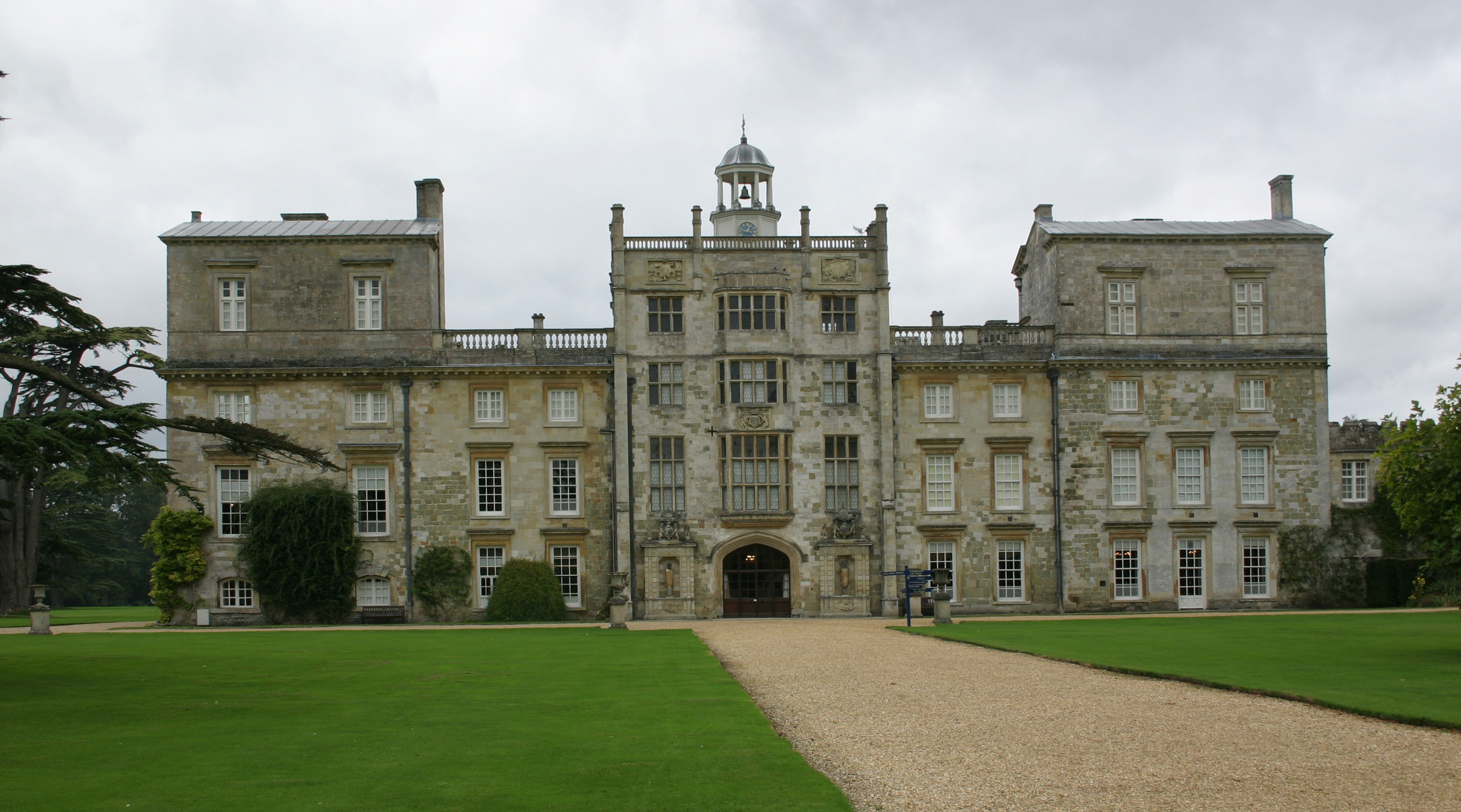
Wilton House
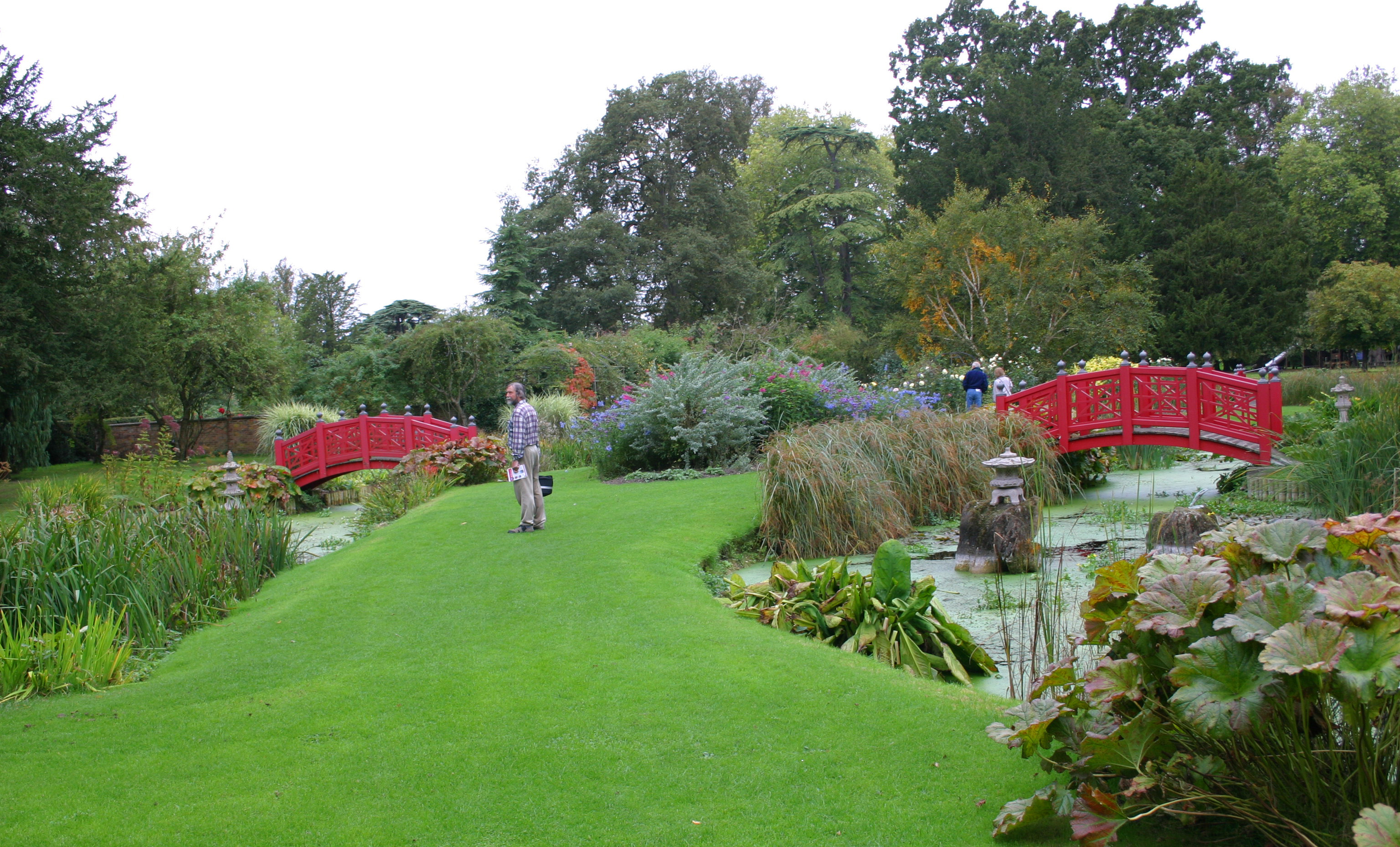
Wilton House
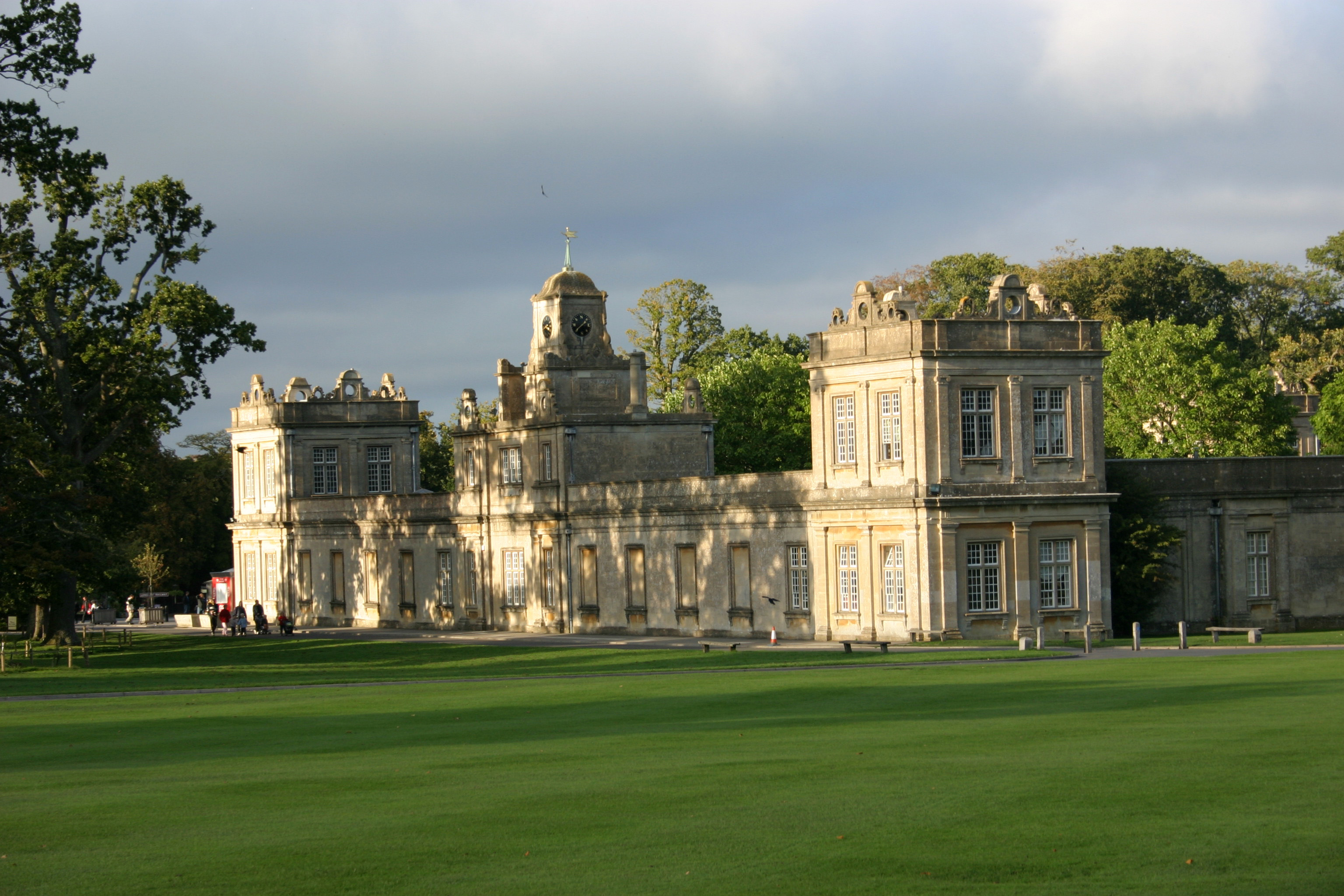
Longleat
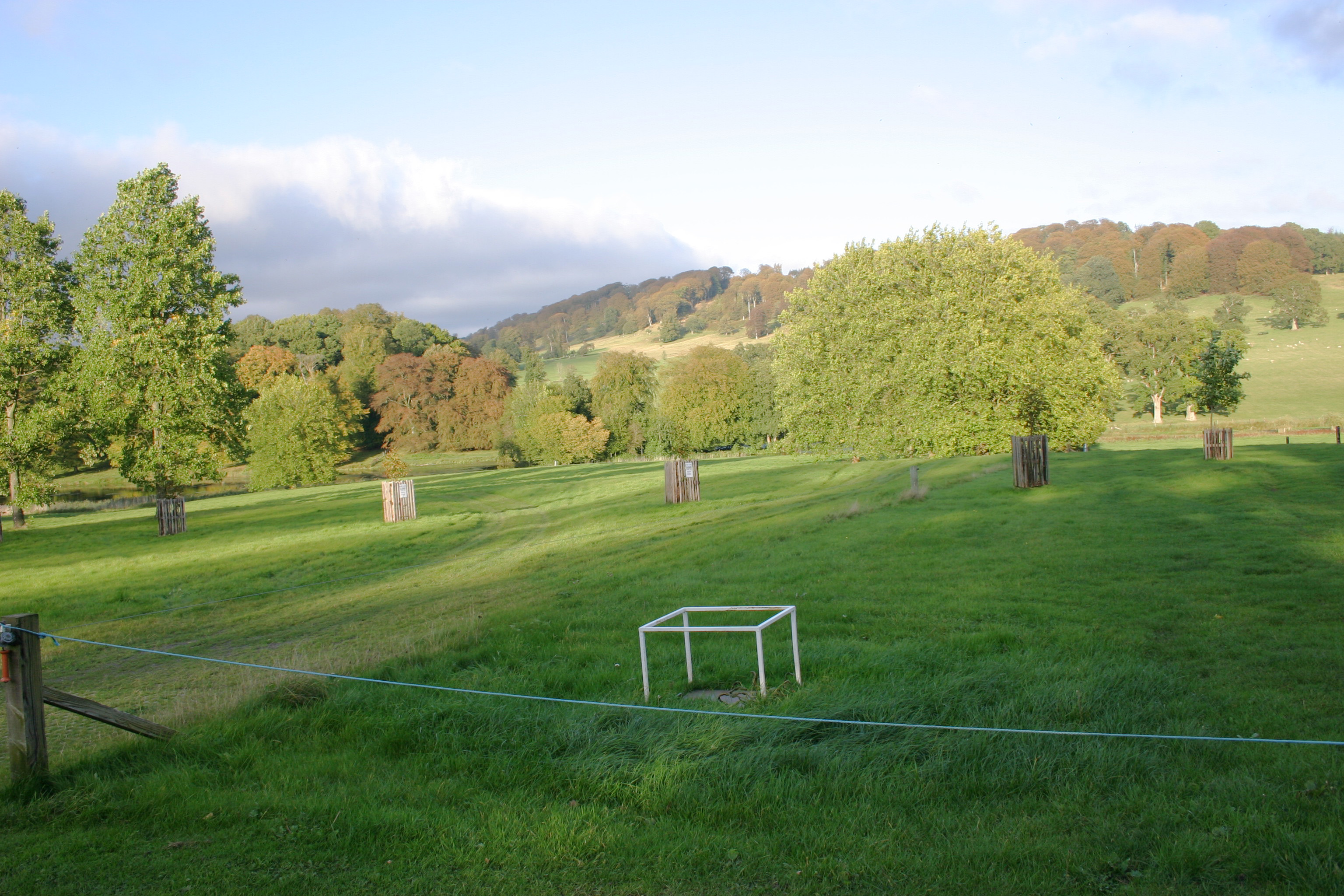
Longleat
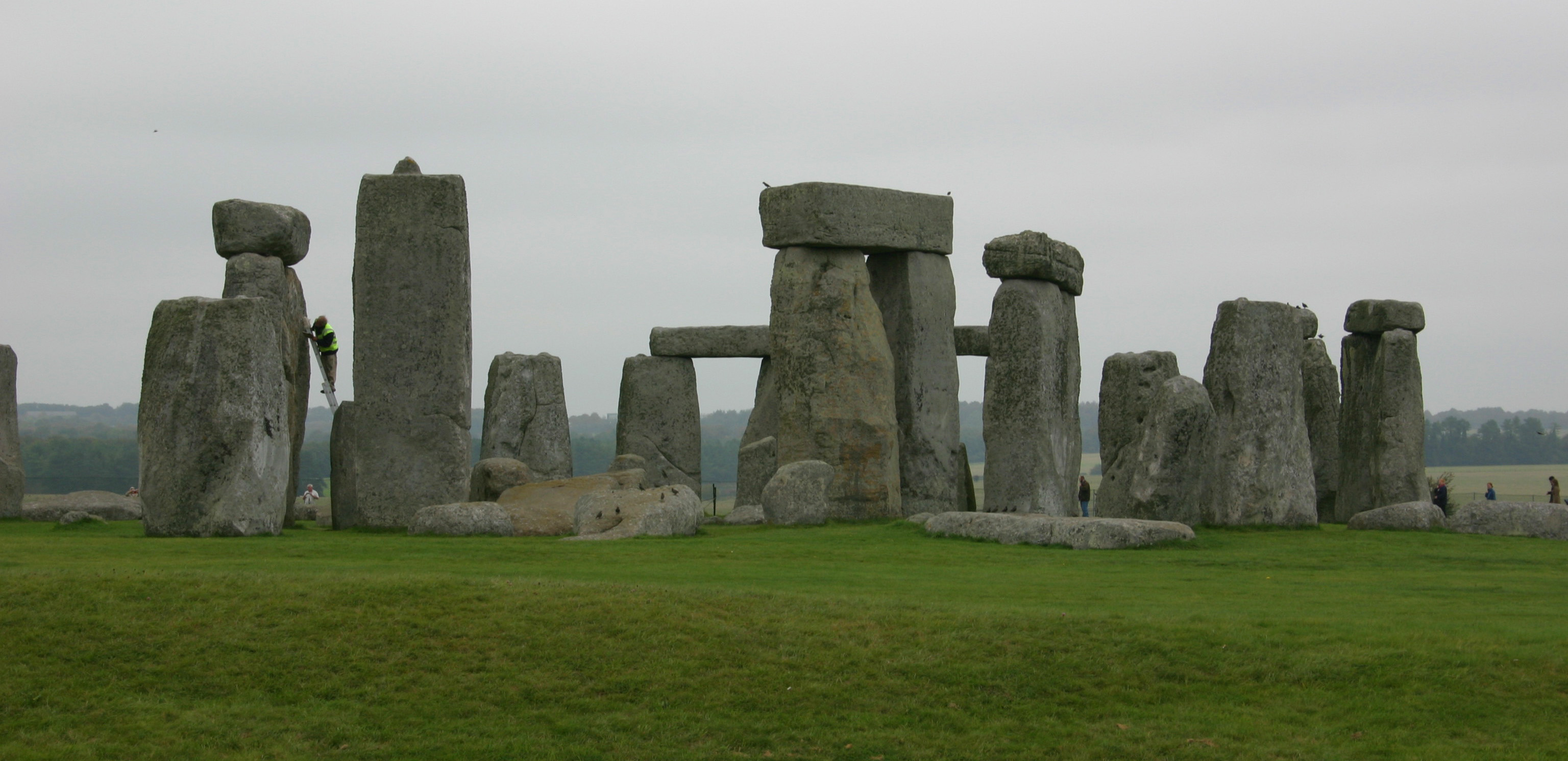
Stonehenge

## 外部連結
- 威爾特郡議會 （页面存档备份，存于）
- BBC的威爾特郡專頁 （页面存档备份，存于）

51°19′12″N 2°12′29″W / 51.32000°N 2.20806°W